# Kibó

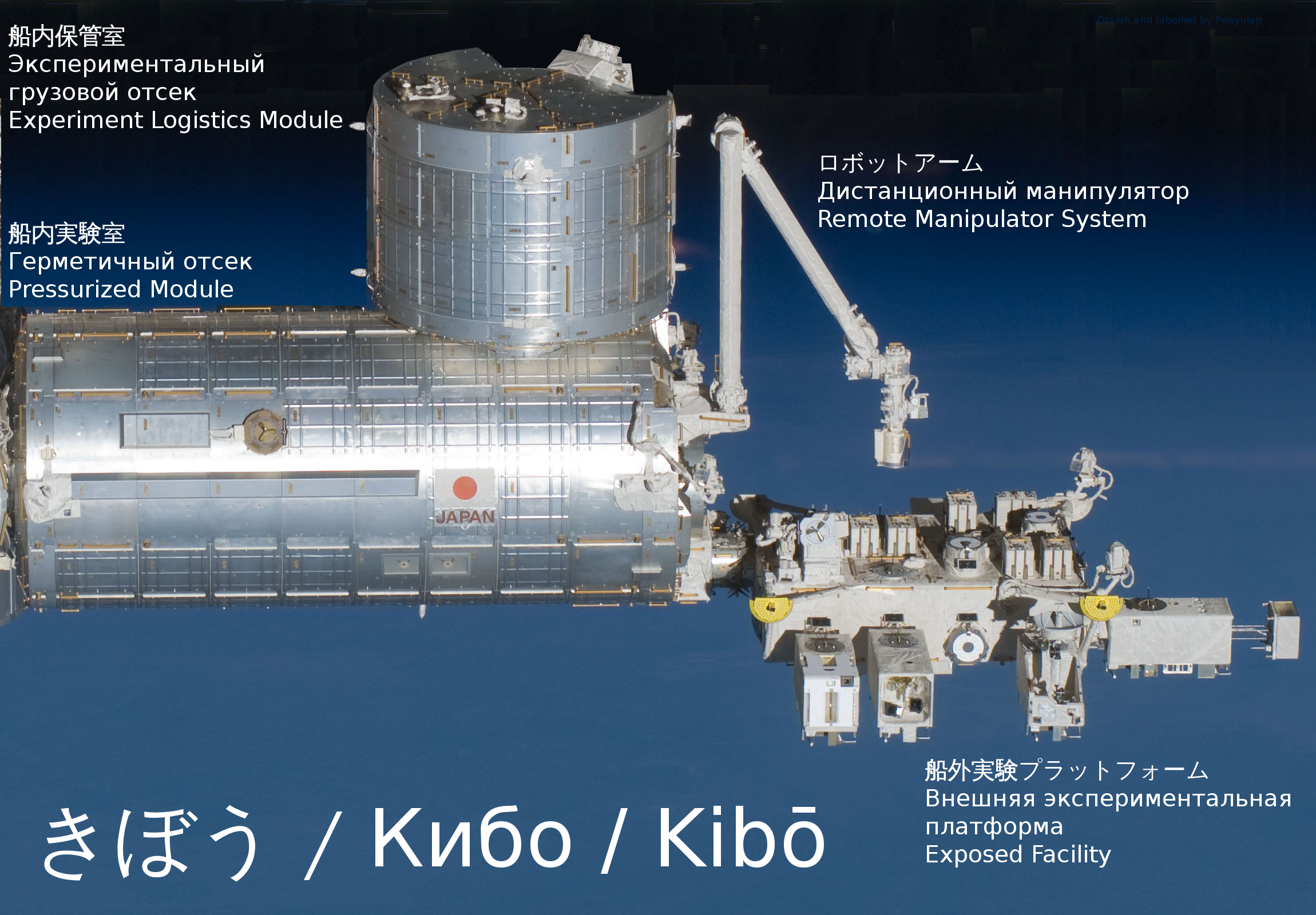
Modul Kibō

Kibó (japonsky: 希望 (きぼう), anglický přepis: Kibō, česky: Naděje) je název japonského modulu, součásti Mezinárodní vesmírné stanice. Jednotlivé moduly startovaly ke stanici v roce 2008.

## Složení modulu
Sestává ze čtyř částí: přetlakového modulu, venkovní plošiny, logistického modulu a manipulátoru

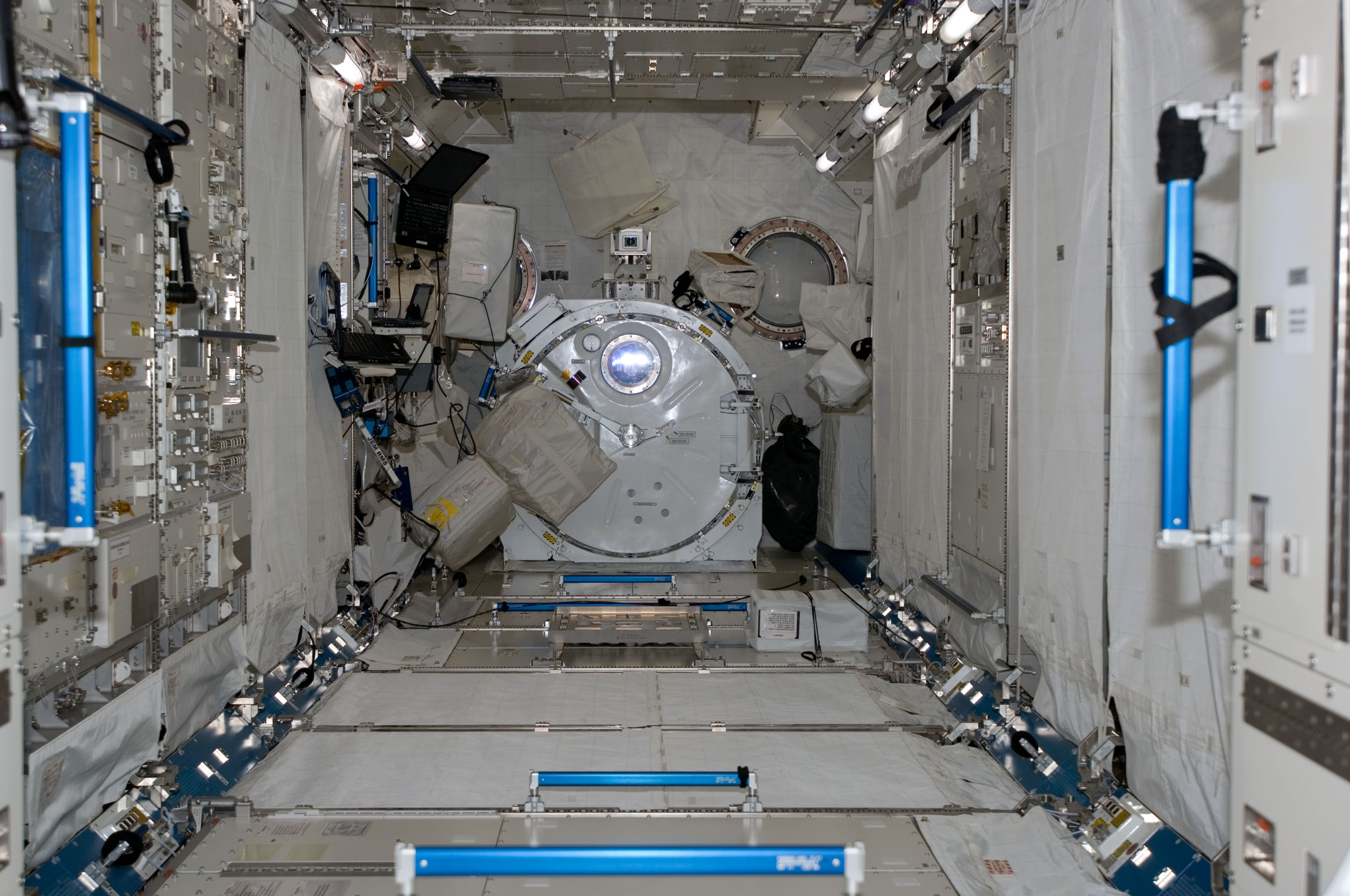
Interiér přetlakového modulu PM

### Přetlakový modul
Přetlakový modul (Pressurized Modul, PM) je základní částí. Má válcovitý tvar, je 11,2 m dlouhý a má průměr 4,4 m. Obsahuje 23 standardních přístrojových skříní, ze kterých je deset vyčleněno na vědecké experimenty.
Modul ke stanici dopravil raketoplán Discovery při misi STS-124 počátkem června 2008. Po připojení k ISS byl k hornímu portu PM připojen logistický modul (ELM-PS), viz dále.

### Venkovní plošina
Venkovní plošina (Exposed Facility, EF) pro experimenty v kosmickém prostoru.

### Logistický modul - přetlaková komora

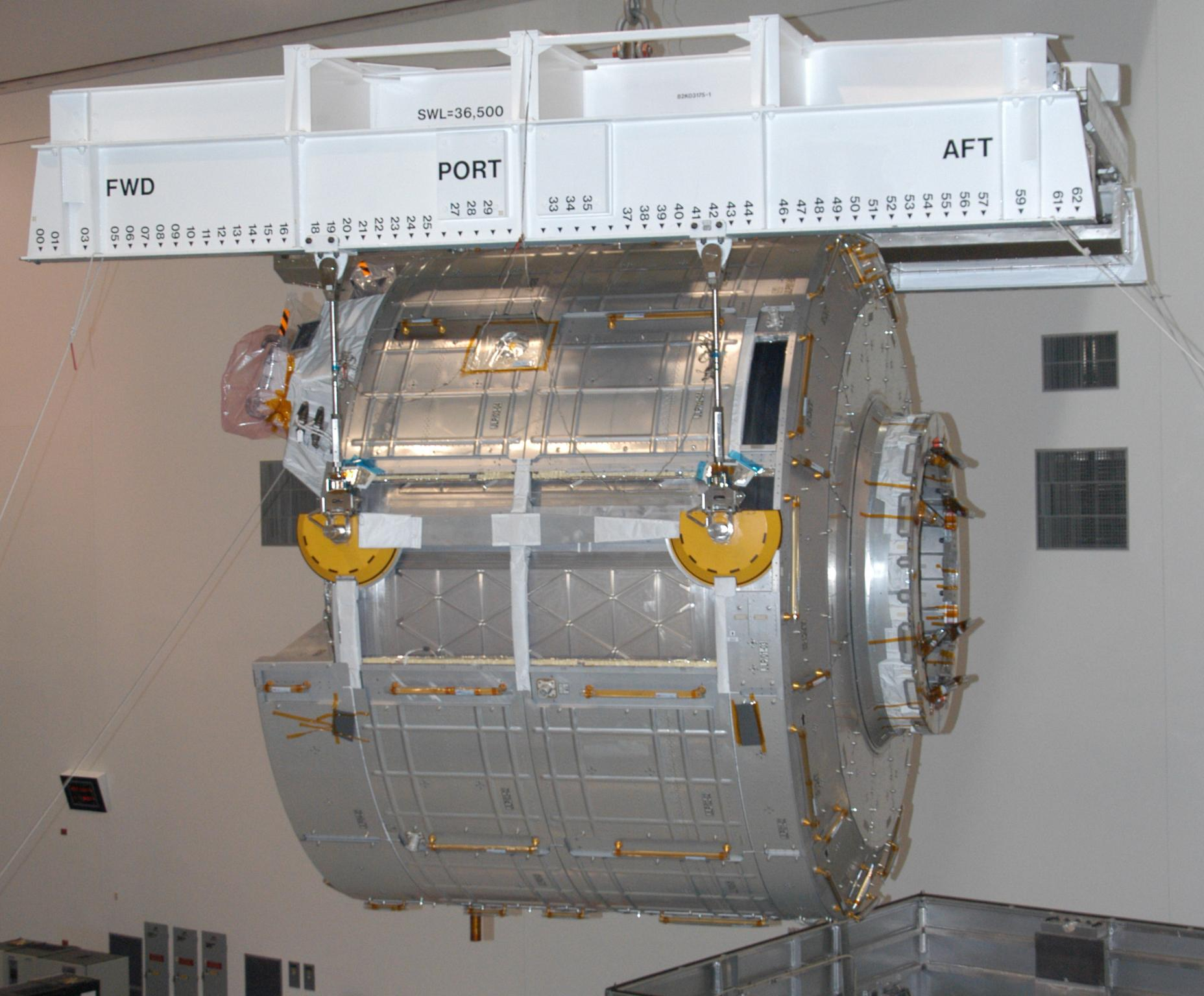
JEM Kibo ELM-PS v Kennedyho vesmírném středisku

Experimentální logistický modul (Experiment Logistics Module - Pressurized Section, ELM-PS) obsahuje přetlakovou část. Slouží jako podpůrný modul ostatním částem a jako skladiště.
Specifikace:
- délka: 3,9 m
- průměr: 4,4 m
- hmotnost: 4200 kg

ELM dorazil do Kennedyho vesmírného střediska 12. března 2007. Do vesmíru modul odstartoval 11. března 2008 na palubě raketoplánu Endeavour při misi STS-123. Kibō ELM byl 14. března vyzdvihnut z nákladového prostoru raketoplánu. a v čase 4:06 UT byl připojen k hornímu spojovacímu uzlu modulu Harmony.
Po připojení hlavní části japonského komplexu - přetlakového modulu PM (Pressurized Modul) ke stanici v červnu 2008 byl ELM přesunut na jeho horní uzel.

### Manipulátor
Manipulační zařízení (Remote Manipulator System, JEMRMS) je robotickým ramenem, obsluhuje venkovní plošinu a manipuluje s náklady.